# أنثروبولوجيا غذائية
الأنثروبولوجيا الغذائية هي التفاعل بين علم الأحياء البشري والنظام الاقتصادي والأمن الغذائي، وكيف تؤثر التغييرات في السابق على الأخير. إذا كانت التغيرات الاقتصادية والبيئية في مجتمع ما تؤثر على الوصول إلى الغذاء والأمن الغذائي والصحة الغذائية، فإن هذا التفاعل بين الثقافة والبيولوجيا يرتبط بدوره بالاتجاهات التاريخية والاقتصادية الأوسع المرتبطة بالعولمة. تؤثر الحالة الغذائية على حالة الصحية العامة، وإمكانيات أداء العمل، والإمكانات الشاملة للتنمية الاقتصادية (سواء من حيث التنمية البشرية أو النماذج الغربية التقليدية) لأي مجموعة من الناس.

## الاقتصاد العام والتغذية

### موجز الاقتصاد العام
يفسر معظم الباحثين الاقتصاد بأنه النشاط الذي يتعلق بإنتاج وتوزيع واستهلاك السلع والخدمات داخل المجتمعات وفيما بينها. فتُعَّد العلاقات الاجتماعية المفهوم الرئيسي في الدراسات الموسعة للاقتصادات (مقابل الدراسة الاقتصادية المحدودة للسلع وأسواق الأوراق المالية). على سبيل المثال، يذكر العديد من علماء الأنثروبولوجيا الاقتصادية أن تبادل الهدايا القائم على أساس المعاملة بالمثل، وتبادل الهدايا التنافسي، والتبادل غير الشخصي في السوق تعكس كلها النماذج السائدة للعلاقات الاجتماعية داخل مجتمع معين. تندرج الأشكال الرئيسية للاقتصاد الموجودة في معظم أنحاء العالم اليوم، من حيث نماذج الإنتاج البسيط والتوزيع والاستهلاك، تحت نوعيّ الكفاف واقتصاد السوق. يشير الكفاف إلى الإنتاج والاستهلاك على نطاق صغير من الأسرة أو المجتمع، بينما يشير الاقتصاد القائم على السوق إلى نطاق أوسع بكثير من الإنتاج والتوزيع والاستهلاك. يشمل اقتصاد السوق كذلك تبادل السلع بالعملات، مقابل مقايضة السلع أو الخضوع لالتزامات تبادل الهدايا على أساس المعاملة بالمثل. هذا لا يعني أن اقتصادات السوق لا تتواجد مع اقتصادات الكفاف والأشكال الأخرى، ولكن هذا النوع عادة ما يهيمن داخل مجتمع معين. ومع ذلك، تشير مجموعة واسعة من الدراسات إلى تزايد سريع لأهمية اقتصاديات السوق على نطاق عالمي، حتى في المجتمعات التي تعتمد تقليديًا على إنتاج الكفاف بشكل كبير. لهذا التحول الاقتصادي آثار غذائية سيبحثها هذا المقال بشكل أكبر.

### أنماط الإنتاج والتغذية
تُعَّد الخطوة الأهم في فهم الروابط بين الاقتصاد والتغذية هي فهم أنماط الإنتاج الرئيسية التي استخدمتها المجتمعات لإنتاج السلع (والخدمات) التي احتاجتها على مدار التاريخ البشري؛ هذه الأنماط هي البحث عن الطعام، والزراعة المتحركة، والزراعة الرعوية، والزراعة، والصناعة (بّارك 2006).
البحث عن الطعام، والمعروف أيضًا بالصيد وجمع الثمار، هو إستراتيجية لاقتصاد الكفاف تجمع فيها مجموعة من الناس النباتات البرية ويصيدون الحيوانات البرية للحصول على الغذاء. كانت هذه الاستراتيجية النمط الأساسيّ للبقاء على قيد الحياة للبشر طوال فترة طويلة من التاريخ البشري (إذ ضُمِّنت السجل الأثري والسجل الأحفوري) واستمرت مجموعات قليلة من البشر في استخدامها على الأقل حتى منتصف القرن العشرين. يرتبط هذا النمط من الإنتاج عامةً بمجموعات صغيرة من الرُّحل لا يتعدى عدد أفرادها خمسين فردًا، تُعرف أيضًا باسم الفرق. لا تعترف أغلب المجتمعات التي تعتمد على البحث عن الطعام بالملكية الحصرية للأرض أو الموارد الرئيسية الأخرى، لكنهم يقرون حقوق الاستخدام الأساسية في المجموعات فقد يمتلك الأفراد أشياء صغيرة أو أدوات مثل القوس أو أدوات القطع بشكل فردي. ولأن البحث عن الطعام عادة ما ينطوي على حركة متكررة وتناول الطعام المتوفر بشكل طبيعي بدلًا من التدخل في النظام الطبيعي لإنتاجه، يقول العديد من الباحثين أن للبحث عن الطعام تأثير بيئي سلبي ضئيل مقارنةً بأنماط الإنتاج الأخرى. رغم أن الكمية الكليّة المتاحة من الطعام في منطقة معينة تكون محدودة أمام الباحثين عنه، إلا أنه غالبًا ما يُشار إلى أن مجموعات البحث عن الطعام مثل شعب الكونغ! في صحراء كالاهاري تحصل على نظام غذائي أكثر تنوعًا وتقضي وقتًا أقل في الأسبوع في تأمين احتياجاتها من الطعام من المجتمعات التي تمارس أنماطًا أخرى من الإنتاج مثل الزراعة المكثفة.